# DF-ZF

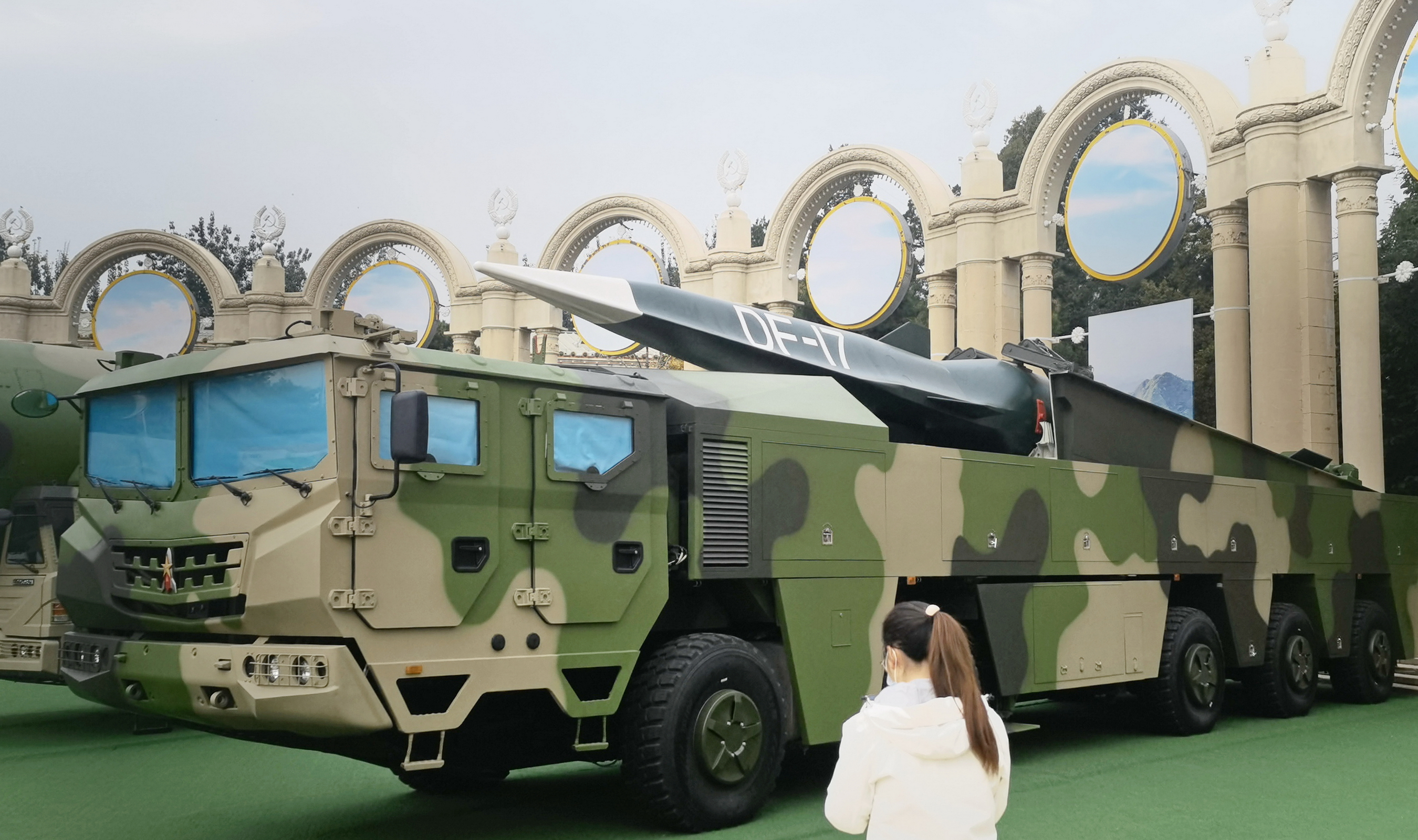
DF-ZF極超音速滑空体を搭載したDF-17

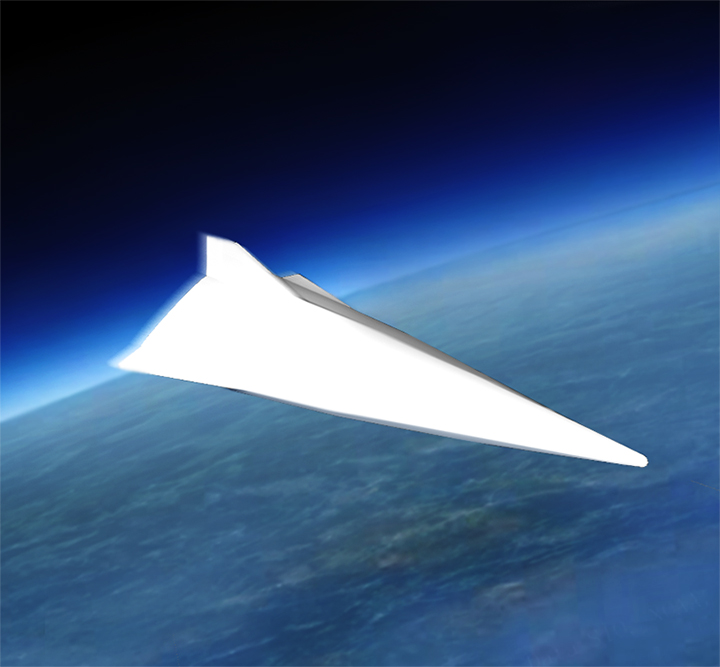
大気圏再突入時のWU-14の概念図

DF-ZF（簡体字：東風ZF）とは中華人民共和国の極超音速滑空体（HGV）である。ミサイルで打ち上げられ、マッハ5超の極超音速で飛行し、敵のミサイル防衛網を突破する。NATOコードネームではWU-14と呼ばれ、中華人民共和国建国70周年記念2019年10月1日、公式に就役した。DF-ZFは、DF-17に搭載するようデザインされている。DF-17はHGVを運ぶため専用設計された弾道ミサイルの一種である。

## 試験
DF-ZF、国防総省の呼称WU-14は極超音速ミサイルであり、2014年1月9日、8月7日、12月2日、2015年6月7日、11月27日、2016年4月、中国により7度の飛行試験が実施されている。また2017年11月には2度の試験が行われた。2019年にシステムが作戦運用可能となっている。
中華人民共和国国防部では2014年1月の試験を認め、試験は事実上「科学的な」ものであると述べた。しかし、一般には中国軍の幅広い増強の一部として見られた。今までに中国が示した全7回の試験について「The Washington Free Beacon」の引用によればアメリカ当局は成功と判断している。すべての試験発射は山西省の太原衛星発射センターから行われた。ここは中国人民解放軍の主な長距離弾道弾試験センターとなっている。

## 性能と設計
DF-ZFはマッハ5（6,173km/h、1,715m/s）からマッハ10（12,360km/h、3,430m/s）の速度に達すると推測される。滑空体は核兵器を携行する機材として用いられるが、従来的な作戦での精密攻撃にも使える。一例としては次世代型対艦弾道ミサイルとしての運用であり、この任務では「アメリカ空母打撃群の多層化された航空防御」を貫通できる。
極超音速滑空体は、従来的な再突入機（RV）と比較して、対弾道ミサイル防御手段による撃墜されやすさを低減する。普通の再突入体は予測可能な弾道軌道に乗り、大気圏中を降下する。HGVのような極超音速滑空体は、大気圏への再突入の後に機体の引き起こしが行え、比較的に平坦な滑降により目標に接近できる。これは探知可能な時間や突入体を射撃できる時間を短くし、もし当初の迎撃に失敗した際には再び交戦する時間を減らす。滑空することで機動が行いやすくなり、射程も延長される。
滑空によって空気抵抗が多く生じるとはいえ、宇宙空間を抜けてもっと高い軌道を描くよりも長く飛ぶことができ、また大気圏外でミサイルを破壊する機材によって迎撃するには軌道が低すぎる。トレードオフとして、目標付近の滑空体は速度と高度が低くなり、マッハ17のロシア製53T6（ABM-3ガゼル）のような低層域の迎撃機材に対し脆弱である。他の有望な極超音速滑空体の迎撃機材にはレーザーやレールガンなどの技術が含まれるが、こうした技術はいまだ利用の準備が整っていない。
DF-ZFのような機体は多様な中国製弾道ミサイルに搭載できる。DF-21中距離ミサイルでは射程を2000kmから3000kmに、DF-31大陸間弾道弾では射程を8000kmから12000kmに延長する。専門家達は、弾道ミサイルを用いて動目標を直撃するという問題を解決するべく、DF-ZFがまず対艦ミサイルや、他の戦術的な用途のために近距離の作戦に投入されるものと疑っている。長期の目標はおそらくアメリカ本国や他国に対する戦略爆撃の展望とともに、アメリカ側のミサイル能力を抑止することを含んでいる。
従来的な迎撃ミサイルでは、マッハ5以上の速度で飛行し機動する目標（DF-ZFは大気圏にマッハ10で再突入する）に対抗が難しく、探知時間も短縮されるために問題は悪化し、アメリカ合衆国では対抗策として指向性エネルギー兵器の開発に重点を置く事が予期される。しかし、研究開発が数十年過ぎても指向性エネルギー兵器は未だ試験段階にあり、実戦的な高性能兵器として運用が可能か、また何時になるのかは判然としない。
HGVの開発に求められる高性能コンピューターにアクセスする機会が欠けているため、ある研究者は苦情を申し立てている。中国は高性能なスーパーコンピューターを多く保有する一方、DF-ZF開発計画ではこれらへのアクセスが提供されていなかった。

## アメリカ合衆国が確認した飛行試験
| 日付           | 結果 | 速度       | 備考          |
| -------------- | ---- | ---------- | ------------- |
| 2014年1月9日   | 成功 | マッハ 10  | [ 22 ]        |
| 2014年8月7日   | 成功 |            | [ 23 ]        |
| 2014年12月2日  | 成功 | マッハ 8   | [ 24 ]        |
| 2015年6月7日   | 成功 | マッハ 10  | 高機動に成功. |
| 2015年8月17日  | 成功 |            | 回避機動.     |
| 2015年11月23日 | 成功 | > マッハ 5 | [ 26 ]        |
| 2016年4月22日  | 成功 | マッハ 9   | [ 27 ]        |